# Condado de New Hanover
El condado de New Hanover (en inglés: New Hanover County, North Carolina), fundado en 1729, es uno de los 100 condados del estado estadounidense de Carolina del Norte. En el año 2000 tenía una población de 160 307 habitantes con densidad poblacional de 311 personas por km². La sede del condado es Wilmington.

## Geografía
Según la Oficina del Censo, el condado tiene un área total de 850 km² (328,2 mi²), de la cual 515 km² (198,8 mi²) es tierra y 334 km² (129 mi²) es agua.

### Municipios
El condado se divide en cinco municipios: Municipio de Cape Fear, Municipio de Federal Point, Municipio de Harnett, Municipio de Masonboro y Municipio de Wilmington.

### Condados adyacentes
- Condado de Pender norte
- Condado de Brunswick oeste

## Demografía
En el 2000 la renta per cápita promedia del condado era de $40 172, y el ingreso promedio para una familia era de $50 861. El ingreso per cápita para el condado era de $23 123. En 2000 los hombres tenían un ingreso per cápita de $35 801 contra $25 305 para las mujeres. Alrededor del 13.10% de la población estaba bajo el umbral de pobreza nacional.

## Lugares

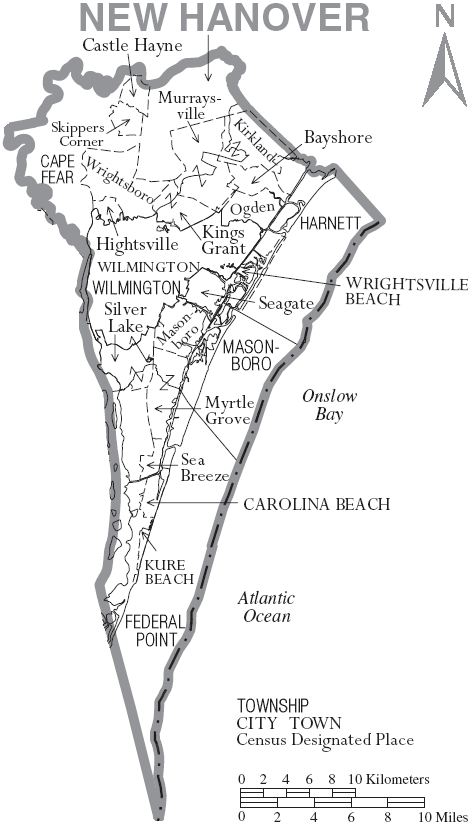
Mapa del Condado de New Hanover en Carolina del Norte con sus municipios

### Ciudades y pueblos
- Carolina Beach
- Kure Beach
- Wilmington
- Wrightsville Beach

### Lugares designados por el censo
Los lugares designados por el censo son áreas geográficas designadas por la Oficina del Censo de los Estados Unidos con propósitos para datos geográficos. No están bajo la jurisdicción de las leyes de Carolina del Norte.
- Bayshore
- Blue Clay Farms
- Castle Hayne
- Hightsville
- Kings Grant
- Kirkland
- Masonboro
- Murraysville
- Myrtle Grove
- Northchase
- Ogden
- Sea Breeze
- Seagate
- Silver Lake
- Skippers Corner
- Porters Neck
- Wrightsville Beach
- Wrightsboro

### Comunidades
- Wilmington Beach